# Демократический альянс (Чили)
Демократический альянс Чили (исп. Alianza Democrática de Chile) — объединение левых и левоцентристских партий Чили в 1941—1946 гг.
В альянс входили Радикальная партия, Социалистическая партия, Коммунистическая партия, Демократическая партия и Социалистическая рабочая партия.
На выборах президента Чили 1942 года победил кандидат от альянса умеренный радикал Хуан Антонио Риос Моралес.
На выборах 1946 года победу одержал другой кандидат от альянса — радикал Габриэль Гонсалес Видела. Т.к. на этих выборах социалисты выдвинули собственного кандидата, Видела был по сути кандидатом Радикальной и Коммунистической партий. В 1947 Видела начал антикоммунистические репрессии и, запретив Компартию Чили, де-факто разорвал Демократический альянс.